# Вайсхаупт, Ноа
Ноа́ Рафаэ́ль Вайсха́упт (нем. Noah Raphael Weißhaupt; род. 20 сентября 2001, Росток, Мекленбург-Передняя Померания) — немецкий футболист, полузащитник клуба «Фрайбург».

## Карьера
Вайссхапт — воспитанник клубов «Каппель», «Эбнет» и «Фрайбург». В 2020 году Ноа начал выступать за дублирующий состав последних. В возрасте 19 лет дебютировал в Бундеслиге, в матче против «Кёльна». 15 июня 2021 года продлил контракт с клубом «Фрайбург», детали контракта не разглашались. В мае 2023 года впервые вышел в стартовом составе за первую команду «Фрайбург».  

## Международная карьера
Вайссхапт принимал участие в составе национальных сборных Германии в различных возрастных категориях, включая команды до 18 лет, до 20 лет и до 21 года.

## Статистика
| Выступление      | Выступление       | Выступление      | Лига | Лига | Кубок | Кубок | Еврокубки | Еврокубки | Итого | Итого |
| Клуб             | Лига              | Сезон            | Игры | Голы | Игры  | Голы  | Игры      | Голы      | Игры  | Голы  |
| ---------------- | ----------------- | ---------------- | ---- | ---- | ----- | ----- | --------- | --------- | ----- | ----- |
| → Фрайбург II    | Региональная лига | 2020/21          | 31   | 5    | —     | —     | —         | —         | 31    | 5     |
| → Фрайбург II    | 3-я Лига          | 2021/22          | 11   | 3    | —     | —     | —         | —         | 11    | 3     |
| → Фрайбург II    | Итого             | Итого            | 42   | 8    | —     | —     | —         | —         | 42    | 8     |
| Фрайбург         | Бундеслига        | 2021/22          | 10   | 0    | 3     | 0     | —         | —         | 13    | 0     |
| Фрайбург         | Итого             | Итого            | 10   | 0    | 3     | 0     | —         | —         | 13    | 0     |
| → Фрайбург II    | 3-я Лига          | 2022/23          | 1    | 0    | —     | —     | —         | —         | 1     | 0     |
| → Фрайбург II    | Итого             | Итого            | 1    | 0    | —     | —     | —         | —         | 1     | 0     |
| Фрайбург         | Бундеслига        | 2022/23          | 18   | 0    | 3     | 0     | 6         | 0         | 27    | 0     |
| Фрайбург         | Итого             | Итого            | 18   | 0    | 3     | 0     | 6         | 0         | 27    | 0     |
| Всего за карьеру | Всего за карьеру  | Всего за карьеру | 71   | 8    | 6     | 0     | 6         | 0         | 83    | 8     |